# Ryu Jun-yeol
Ryu Jun-yeol (류준열), född 25 september 1986 i Suwon, är en sydkoreansk skådespelare.

## Filmografi (urval)
- 2015 – Socialphobia
- 2016 – SORI: Voice from the Heart
- 2016 – No Tomorrow
- 2016 – One Way Trip